# 國道25號 (阿根廷)
國道25號（西班牙語：Ruta Nacional 25），是阿根廷的一條國道，全長534公里。
道路東起丘布特省的首府羅森，於特雷利烏與國道3號交匯，沿丘布特河而上，至特克卡。2004年特克卡至阿格尼亞平原路段原屬於62號省道，此後與原國道25號（阿格尼亞平原至國道40號段）交換而成。